# Tojinium
Tojinium là một chi nhện trong họ Linyphiidae.